# 圣卡波佛鲁斯圣殿

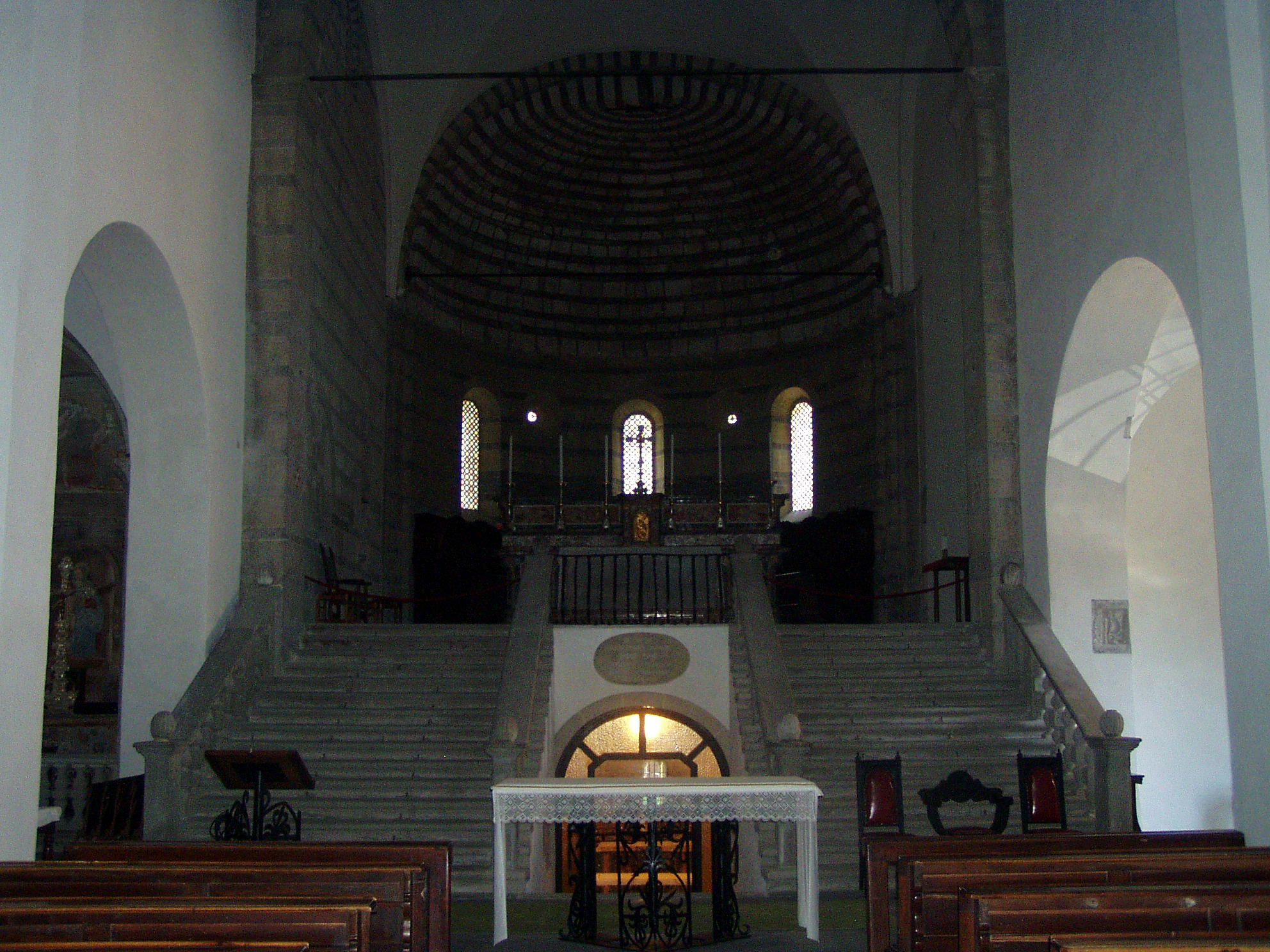

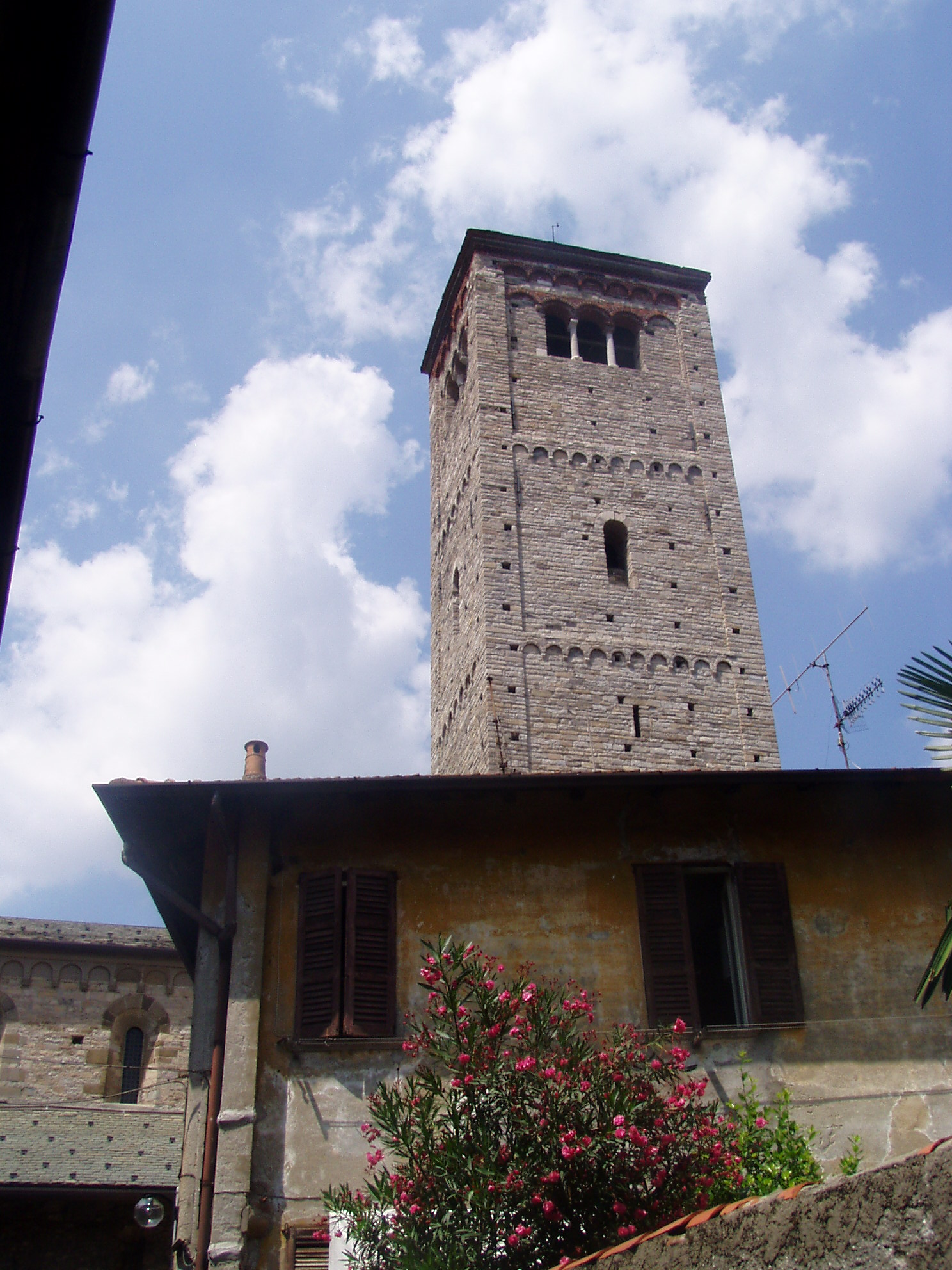
钟楼

圣卡波佛鲁斯圣殿（Basilica di San Carpoforo）是天主教科莫教区的第一座宗座圣殿和第一座主教座堂，位于伦巴第大区科莫。

## 历史
圣卡波佛鲁斯圣殿创建于四世纪末。386年，天主教米兰总教区主教安博罗削（374-397年）设立的第一任科莫主教圣斐理斯，祝圣了这座教堂。公元303-305年马克西米安和戴克里先迫害期间，教堂附近曾出现卡波佛鲁斯等第一批基督徒。
724年左右，伦巴第国王利乌特普兰德扩建了早期基督教建筑。公元1000年后，圣卡波佛鲁斯圣殿与圣亚本田圣殿均重建为罗曼式风格。1044年教堂重新祝圣，并被主教委托给本笃会修道院。后来增加了钟楼。随着时间的推移，这座修道院被移交给圣热罗尼莫隐修院。1772年，在约瑟夫二世统治时期，取缔修道院，该堂改为当时的卡梅拉塔市的一个堂区。
1932年，该堂迁至旧火车站附近的新堂区圣彼济大堂区（Santa Brigida），附设有一所宗教学校。在那一次，圣斐理斯和第一批殉道圣人的遗体被转移到了新堂区。

## 建筑

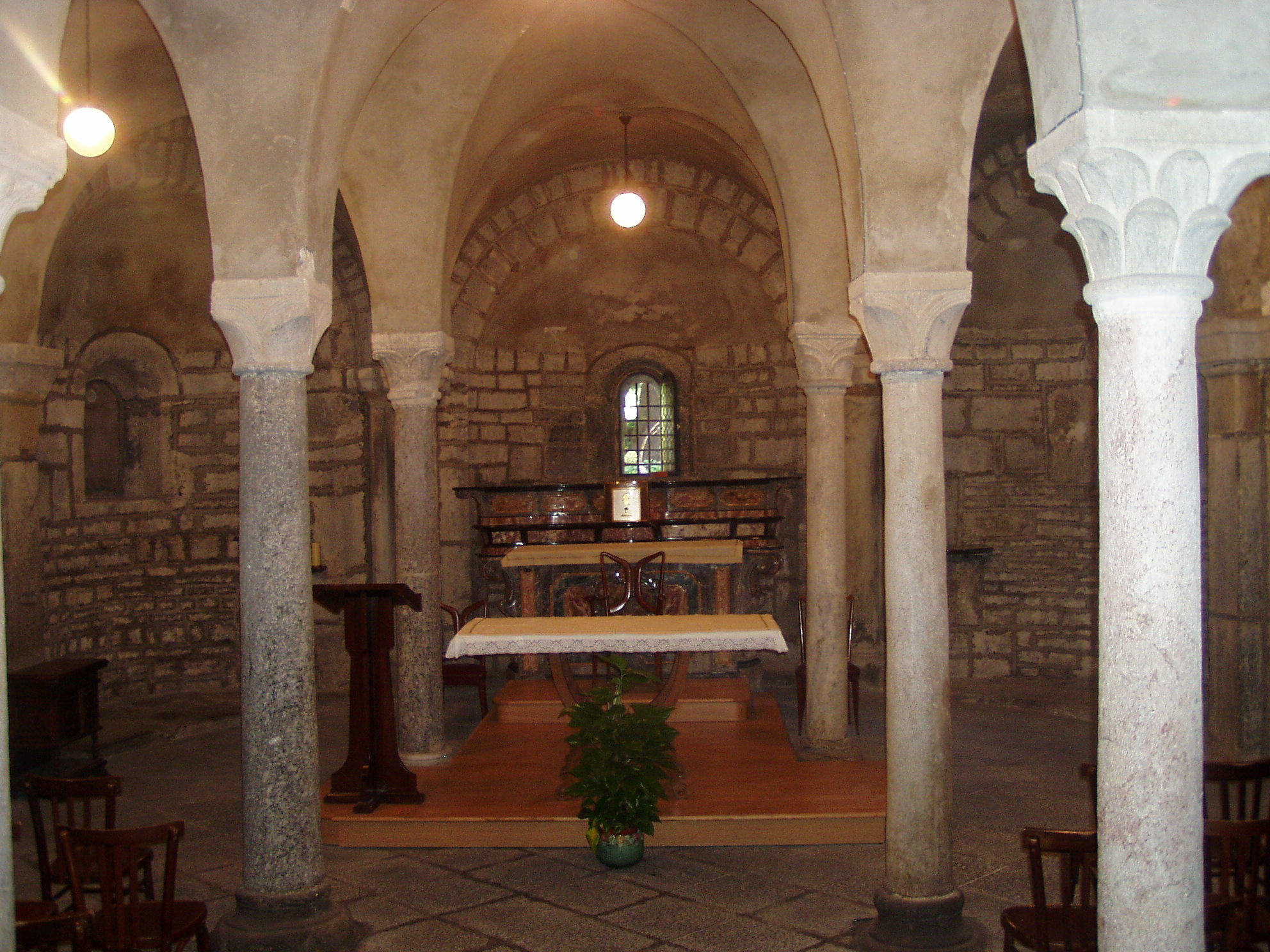
地下室

该堂有三个通廊，两侧通廊的建造时间比中央的晚。地下室也分为三个通廊，由六根带有柱头的花岗岩柱分隔，支撑十字拱顶。通往地下室的楼梯的左墙上有一些墓碑，其中最早的可以追溯到401年，属于叙利亚商人阿努雷，是第一位来到科莫的基督徒见证人。
正祭台用彩色巴洛克大理石装饰，下方是创始人圣斐理斯的石棺，也覆盖着17世纪巴洛克风格的多色大理石。
立面朝向西方。两侧小堂装饰着16世纪初的壁画，风格独特。在之前的領洗池遗址上保存着一幅描绘约旦河洗礼的十八世纪壁画。